# ファミリー!文化放送2003〜2004スペシャル A&G presents 年またぎの夢見よう!アゴましておめでとう
ファミリー!文化放送2003〜2004スペシャル A&G presents 年またぎの夢見よう!アゴましておめでとう（ファミリー!ぶんかほうそう2003〜2004スペシャル エーアンドジー プレゼンツ としまたぎのゆめみよう!アゴましておめでとう）は、2003年大晦日から2004年元旦にかけて、2部構成で生放送されたラジオ番組である。

## 概要
番組名に合わせたメールアドレスも番組の特徴であった。アゴとは鷲崎健のことであり、鷲崎曰く「この番組名は絶対片寄が付けた」と語っている。

## 放送時間　放送局
- BSQR489・BBQR
- 文化放送（第2部から飛び乗り）

第1部 2003年12月31日 23:00 - 2004年1月1日 1:00

第2部 2004年1月1日 1:00 - 3:00

## パーソナリティ
- 諏訪部順一
- 広橋涼
- 鷲崎健
- 松来未祐
- 松風雅也
- 新谷良子
- 清水愛
- こやまきみこ